# Monstrilla leucopis
Monstrilla leucopis is een eenoogkreeftjessoort uit de familie van de Monstrillidae. De wetenschappelijke naam van de soort werd in 1921 voor het eerst geldig gepubliceerd door Georg Ossian Sars.